# محوطه دره قبرستان
محوطه دره قبرستان مربوط به دوران‌های تاریخی پس از اسلام است و در شهرستان مینودشت، بخش گالیکش، جنوب پارک ملی گلستان واقع شده و این اثر در تاریخ ۲۷ مرداد ۱۳۸۲ با شمارهٔ ثبت ۹۷۳۴ به‌عنوان یکی از آثار ملی ایران به ثبت رسیده است.